# Jacob Lacey
Jacob Lacey (Columbus, 28 maggio 1987) è un giocatore di football americano statunitense che gioca nel ruolo di cornerback ed è attualmente free agent. Non selezionato nell'ambito del Draft NFL 2009, fu in seguito ingaggiato dagli Indianapolis Colts come undrafted free agent. Al college giocò a football presso la Oklahoma State University–Stillwater.

## Carriera universitaria
Dopo aver frequentato la Naaman Forest High School, presso la quale giocò non solo come cornerback ma anche come quarterback, Lacey accettò la proposta offertagli dalla Oklahoma State University. Nel primo anno da freshman egli giocò sia come cornerback che per lo special team scendendo in campo 10 volte di cui una come titolare e mettendo a segno 14 tackle. Come sophomore l'anno successivo giocò da titolare tutte e 13 le partite come cornerback mettendo a segno 48 tackle di cui 33 da solo. Nel 2007 fu quinto in NCAA per kickoff return in media (29,3 yard) e giocò 11 partite (saltò due match per infortunio) scendendo in campo come titolare nelle prime 6 mettendo a segno 31 tackle tra difesa e special team e fu nominato una volta WAC Special Teams Player of the Week. Nel 2008 mise a segno 63 tackle totali, 5 intercetti ed 1 sack terminando secondo nella Big 12 Conference per intercetti, mentre nel suo ultimo anno mise a segno 61 tackle, 2 intercetti e 2 fumble forzati, oltre a terminare primo nella Big 12 Conference per passaggi difesi con 16 interventi.

## Carriera professionistica

### Indianapolis Colts
Dopo non esser stato selezionato durante il Draft NFL 2009, Lacey fu messo sotto contratto come undrafted free agent dai Colts. Il primo anno prese parte a tutte e 16 le gare di stagione regolare, scendendo in campo 9 volte come titolare di cui 6 come cornerback sinistro e le altre 3 come cornerback destro. Egli chiuse la stagione come quinto in squadra con 78 tackle (di cui 63 da solo), come terzo con 3 intercetti e guidando la squadra primo con 13 passaggi deviati, inoltre collezionò 11 tackle con lo special team. Nella post-season prese parte a tre incontri scendendo in campo come cornerback destro titolare nell'AFC Championship vinto da Indianapolis sui New York Jets in cui collezionò 6 tackle ed 1 tackle con lo special team, e come RCB titolare nel Super Bowl XLIV perso contro i New Orleans Saints, in cui mise a segno altri 6 tackle.
Nel 2010 prese parte a 12 incontri, partendo 8 volte come titolare (4 come cornerback destro, 2 sul salto sinistro ed altre 2 come quinto defensive back) mettendo a segno 61 tackle (di cui 48 da solo), 1 intercetto e 2 passaggi difesi. Nella post-season fu il cornerback destro titolare nell'AFC Wild Card Game, rivincita della finale della AFC dell'anno precedente, vinto da Jets, in cui mise a segno 9 tackle.
Nel suo ultimo anno ad Indianapolis, Lacey partì 10 volte su 15 titolare, mettendo a segno 72 tackle (di cui 48 da solo), 1 intercetto e 6 passaggi deviati.

### Detroit Lions
Il 20 marzo 2012 Lacey firmò un contratto annuale con i Lions con cui disputò 11 partite di stagione regolare scendendo in campo 9 volte come titolare collezionando 36 tackle (di cui 30 da solo), 1 intercetto e 4 passaggi difesi.

### Minnesota Vikings
Passato free agent, il 29 aprile 2013 firma un annuale con Vikings, per essere poi svincolato il 19 agosto 2013, dopo non essersi mai allenato ed aver mai disputato un incontro di preseason con la franchigia del Minnesota a causa dei lunghi tempi di recupero richiesti da un intervento al ginocchio. Tuttavia il 18 ottobre, in seguito all'infortunio di Harrison Smith che lo dovrebbe tener fuori per circa 8 settimane, fu richiamato dalla franchigia del Minnesota ed inserito nel roster dei 53 attivi ma, dopo soli 4 giorni, fu nuovamente svincolato per far posto al cornerback Shaun Prater.

## Palmarès

### Franchigia
- American Football Conference Championship: 1

Indianapolis Colts: 2009

### Individuale
- PFWA All-Rookie Team - 2009

## Statistiche
| Partite totali      | 54  |
| Partite da titolare | 36  |
| Tackle              | 257 |
| Sack                | 0   |
| Fumble forzati      | 3   |
| Fumble recuperati   | 1   |
| Intercetti          | 6   |